# Fresno de Sayago
Fresno de Sayago è un comune spagnolo di 250 abitanti situato nella comunità autonoma di Castiglia e León.